# Hoikkajärvi (sjö i Kuopio, Norra Savolax)
Hoikkajärvi är en sjö i kommunen Kuopio i landskapet Norra Savolax i Finland. Sjön ligger 122 meter över havet. Den är 8,2 meter djup. Arean är 57 hektar och strandlinjen är 8,01 kilometer lång. Sjön  ingår i Kymmene älvs huvudavrinningsområde.   Den ligger omkring 19 kilometer väster om Kuopio och omkring 320 kilometer norr om Helsingfors. 